# عربی پیجین بنگالی اردن
عربی پیجین بنگالی اردن یک پیجین عربی است که در اردن گفتگو می‌شود. این پیجین از ارتباط عربی اردنی و زبان بنگالی شکل گرفته‌است.

## مطالعه بیشتر
- Al-Salman, Ibrahim Abdul Kareem (2013). Jordanian Pidgin Arabic (Thesis). دانشگاه یرموک.
- Al-Haq, Fawwaz Al-Abed; Al-Salman, Ibrahim Abdul Kareem (2014). Jordanian Pidgin Arabic (Thesis).